# Gaita transmontana

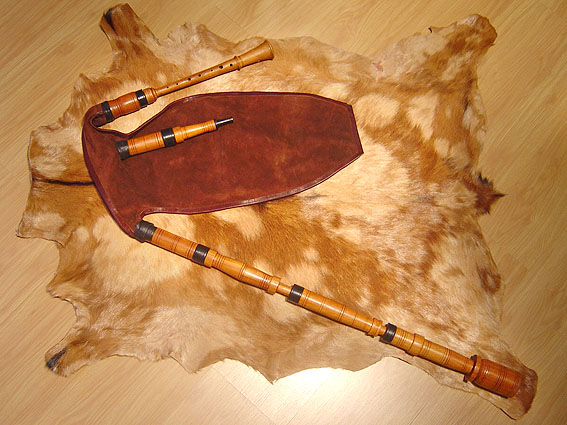
Gaita transmontana

La gaita transmontana o gaita mirandesa è un tipo di cornamusa portoghese (gaita) dell'area di Trás-os-Montes.
Le tracce scritte più antiche di questo strumento risalgono al XVIII secolo.
In Portogallo si trova in particolare nella regione di Trás-os-Montes, ed in particolare a Vinhais, Braganza, Miranda e Mogadouro.
Veniva usata per cadenzare i passi dei reggimenti dell'esercito portoghese.
La gaita transmontana ha un tono grave peculiare.
Durante la guerra d'indipendenza spagnola, molti comandanti francesi scrissero dell'effetto intimidente che scatenava il suo suono sul passo dei soldati, ed in particolare durante le ore notturne, a cui il suono non gli era familiare.